# UFC on ESPN: Barboza vs. Gaethje
UFC on ESPN: Barboza vs. Gaethje (también conocido como UFC on ESPN 2) fue un evento de artes marciales mixtas producido por Ultimate Fighting Championship que tuvo lugar el 30 de marzo de 2019 en el Wells Fargo Center en Filadelfia, Pensilvania.

## Historia
El evento fue el tercero que la promoción llevó a cabo en Filadelfia y el primero desde UFC 133 en agosto de 2011.
Un combate de peso ligero entre Edson Barboza y el excampeón de Peso Ligero de WSOF, Justin Gaethje, encabezó el evento.
Alexa Grasso enfrentaría a Marina Rodríguez en UFC Fight Night: Assunção vs. Moraes 2. Sin embargo, el 17 de diciembre se reportó que Rodríguez abandonaba la pelea por una lesión de mano. La pelea fue reprogramada para este evento, pero en este caso fue Grasso quién abandonó el combate por una lesión. Fue reemplazada por Jessica Aguilar.
Se esperaba que Ray Borg enfrentara a Pingyuan Liu en el evento. Sin embargo, el 13 de marzo Liu fue reemplazado por el recién llegado Kyler Phillips por razones desconocidas. El 25 de marzo Phillips fue removido del evento por razones desconocidas y reemplazado por Casey Kenney.
En el pesaje, Ray Borg pesó 137.75 libras, 1.75 libras por encima del límite de la división de peso gallo (136 lbs). Fue multado con el 20% de su salario y su pelea con Kenney procederá en un peso acordado.

## Resultados
1. ↑  A Nzechukwu se le fue descontado un punto por repetidos piquetes a los ojos.
2. ↑  A Rodríguez se le fue descontado un punto por repetidos piquetes a los ojos.

## Bonificaciones
Los siguientes peleadores recibieron $50,000 en bonos:
- Pelea de la Noche: Justin Gaethje vs. Edson Barboza
- Actuación de la Noche: Paul Craig y Jack Hermansson